# Les Fossés
Les Fossés (en wallon : Lès Fossès) est un village de la commune belge de Léglise, dans la province de Luxembourg.
Avant la fusion des communes de 1977, il appartenait à l'ancienne commune d'Assenois.

## Situation et description
Les Fossés est un village ardennais étirant ses habitations principalement le long de deux routes nationales se croisant au sein de la localité.
Le village s'étend le long de la route nationale 894 sur plus de 2 km entre les localités de Léglise et Suxy ainsi que le long de la route nationale 801 entre les localités d'Assenois et Rossignol.
Le village a considérablement augmenté le nombre de ses habitations depuis la fin du XXe siècle et le début du XXIe siècle par la construction de nombreuses maisons de type pavillonnaire.
Les Fossés est presque entièrement entouré par de grands espaces boisés. Il est protégé des vents par une colline boisée située au nord-ouest et culminant à 466 m d'altitude.

## Patrimoine
L'église Sainte Barbe a été construite en 1833 en pierres blanchies.
À la sortie du village en direction de Rossignol, se trouve une petite chapelle ouverte construite en pierres de grès schisteux.

## Activités
L'école communale jouxte la salle Sainte Barbe où se déroulent les festivités du village.

## Tourisme
La localité compte des gîtes ruraux.